# Egipto en los Juegos Paralímpicos de Londres 2012
Egipto estuvo representado en los Juegos Paralímpicos de Londres 2012 por un total de 40 deportistas, 29 hombres y 11 mujeres.

## Medallistas
El equipo paralímpico egipcio obtuvo las siguientes medallas:
| Nombre                   | Deporte                   | Evento                    |
| ------------------------ | ------------------------- | ------------------------- |
| Oro                      |                           |                           |
| Fatma Omar               | Levantamiento de potencia | –56 kg femenino           |
| Sherif Ozman             | Levantamiento de potencia | –56 kg masculino          |
| Hani Abdelhadi           | Levantamiento de potencia | –90 kg masculino          |
| Mohamed Eldib            | Levantamiento de potencia | –100 kg masculino         |
| Plata                    |                           |                           |
| Ibrahim Ahmed Abdelwarez | Atletismo                 | Peso F37/38 masculino     |
| Randa Mahmud             | Levantamiento de potencia | –82,5 kg femenino         |
| Heba Ahmed               | Levantamiento de potencia | +82,5 kg femenino         |
| Mohamed Elelfat          | Levantamiento de potencia | –75 kg masculino          |
| Bronce                   |                           |                           |
| Metawa Abueljir          | Atletismo                 | Disco F57/58 masculino    |
| Raed Salem               | Atletismo                 | Jabalina F57/58 masculino |
| Amal Mahmud Osman        | Levantamiento de potencia | –60 kg femenino           |
| Taha Abdelmayid          | Levantamiento de potencia | –48 kg masculino          |
| Shaban Ibrahim           | Levantamiento de potencia | –67,5 kg masculino        |
| Metwali Mazna            | Levantamiento de potencia | –82,5 kg masculino        |
| Sameh Saleh              | Tenis de mesa             | Individual 4 masculino    |